# Steven Zucker
Steven Mark Zucker (12 tháng 9 năm 1949 – 13 tháng 9 năm 2019) là một nhà toán học người Mỹ, người đã đưa ra giả thuyết Zucker. Giả thuyết mà ông đưa ra đã được chứng minh theo những cách khác nhau bởi Eduard Looijenga (1988) và Leslie Saper cùng với Mark Stern (1990).
Zucker hoàn thành chương trình Tiến sĩ vào năm 1974 tại Đại học Princeton với sự hướng dẫn của Spencer Bloch. Ông đã nghiên cứu với David A. Cox và tạo ra Máy Cox–Zucker.
Ông làm việc tại Khoa Toán học tại Đại học Johns Hopkins. Năm 2012, ông trở thành hội viên của Hội Toán học Hoa Kỳ.